# Tramwaje na Węgrzech
Tramwaje na Węgrzech – systemy komunikacji tramwajowej działające na Węgrzech.
Według stanu z kwietnia 2020 roku na Węgrzech istnieją 4 systemy tramwaje – wszystkie są systemami normalnotorowymi (1435 mm).

## Charakterystyka
Najmłodsza sieć tramwajowa znajduje się w Debreczynie, natomiast najstarsza w Budapeszcie. Największa sieć położona jest w Budapeszcie, z kolei najmniejsza w Miszkolcu. Większość systemów tramwajowych funkcjonuje na wschodzie kraju. W 1923 r. zlikwidowano system tramwaju parowego w Sopronie. Kolejne likwidacje nastąpiły w czasach Węgierskiej Republiki Ludowej: zamknięto systemy w miastach Szombathely, Peczu i Nyíregyházie.

## Systemy
| Miasto lub obszar | Operator                            | Rozstaw | Długość sieci | Data     | Data           | Data        | Artykuł                 |
| Miasto lub obszar | Operator                            | Rozstaw | Długość sieci | otwarcia | elektryfikacji | likwidacji  | Artykuł                 |
| ----------------- | ----------------------------------- | ------- | ------------- | -------- | -------------- | ----------- | ----------------------- |
| Budapeszt         | Budapesti Közlekedési Zrt.          | 1435 mm | 160 km        | 1866     | 1887           | funkcjonuje | Tramwaje w Budapeszcie  |
| Debreczyn         | Debreceni Közlekedési Zrt.          | 1435 mm | 9 km          | 1911     | 1911           | funkcjonuje | Tramwaje w Debreczynie  |
| Miszkolc          | Miskolc Városi Közlekedési Zrt.     | 1435 mm | 11 km         | 1897     | 1897           | funkcjonuje | Tramwaje w Miszkolcu    |
| Nyíregyháza       | Nyíregyházavidéki kisvasutak        | 760 mm  | 8,1 km        | 1911     | 1911           | 1969        | Tramwaje w Nyíregyházie |
| Pecz              |                                     | 1435 mm |               | 1913     | 1913           | 1960        | Tramwaje w Peczu        |
| Segedyn           | Szegedi Közlekedési Társaság        | 1435 mm | 17 km         | 1884     | 1884           | funkcjonuje | Tramwaje w Segedynie    |
| Sopron            |                                     | 1000 mm |               | 1900     |                | 1923        | Tramwaje w Sopronie     |
| Szombathely       | Szombathelyi Villamosvasút Vállalat | 1000 mm | 3,1 km        | 1897     | 1897           | 1974        | Tramwaje w Szombathely  |